# Quattro Giorni di Dunkerque 1968
La Quattro Giorni di Dunkerque 1968, quattordicesima edizione della corsa, si svolse dall'8 al 12 maggio su un percorso di 943 km ripartiti in 5 tappe (la terza e la quinta suddivise in due semitappe), con partenza e arrivo a Dunkerque. Fu vinta dal francese Jean Jourden della Frimatic-Viva-de Gribaldy davanti al belga Remi Van Vreckom e al francese Raymond Poulidor.

## Tappe
| Tappa  | Data      | Percorso                                        | km   | Vincitore di tappa   | Leader cl. generale  |
| ------ | --------- | ----------------------------------------------- | ---- | -------------------- | -------------------- |
| 1ª     | 8 maggio  | Dunkerque > Dunkerque                           | 210  | Daniel Van Ryckeghem | Daniel Van Ryckeghem |
| 2ª     | 9 maggio  | Dunkerque > Maubeuge                            | 207  | Eric Leman           | Daniel Van Ryckeghem |
| 3ª-1ª  | 10 maggio | Maubeuge > Valenciennes                         | 129  | Ward Sels            | Walter Boucquet      |
| 3ª-2ª  | 10 maggio | Valenciennes > Valenciennes (cron. individuale) | 10,2 | Raymond Poulidor     | Walter Boucquet      |
| 4ª     | 11 maggio | Valenciennes > Dunkerque                        | 195  | Roger Lagrange       | Walter Boucquet      |
| 5ª-1ª  | 12 maggio | Hazebrouck > Hazebrouck                         | 116  | Rini Wagtmans        | Jean Jourden         |
| 5ª-2ª  | 12 maggio | Dunkerque > Dunkerque                           | 76   | Adriano Durante      | Jean Jourden         |
| Totale | Totale    | Totale                                          | 943  |                      |                      |

## Dettagli delle tappe

### 1ª tappa
- 8 maggio: Dunkerque > Dunkerque – 210 km

| Pos. | Corridore            | Squadra      | Tempo    |
| ---- | -------------------- | ------------ | -------- |
| 1    | Daniel Van Ryckeghem | Mann-Grundig | 5h16'19" |
| 2    | Walter Boucquet      | Pull Over C. | s.t.     |
| 3    | Maurice Izier        | Frimatic     | s.t.     |

| Pos. | Corridore            | Squadra      | Tempo |
| ---- | -------------------- | ------------ | ----- |
| 1    | Daniel Van Ryckeghem | Mann-Grundig |       |

### 2ª tappa
- 9 maggio: Dunkerque > Maubeuge – 207 km

| Pos. | Corridore            | Squadra      | Tempo    |
| ---- | -------------------- | ------------ | -------- |
| 1    | Eric Leman           | Mann-Grundig | 5h18'19" |
| 2    | Daniel Van Ryckeghem | Flandria     | s.t.     |
| 3    | Guido Neri           | Max Meyer    | s.t.     |

| Pos. | Corridore            | Squadra      | Tempo |
| ---- | -------------------- | ------------ | ----- |
| 1    | Daniel Van Ryckeghem | Mann-Grundig |       |

### 3ª tappa - 1ª semitappa
- 10 maggio: Maubeuge > Valenciennes – 129 km

| Pos. | Corridore        | Squadra  | Tempo    |
| ---- | ---------------- | -------- | -------- |
| 1    | Ward Sels        | Bic      | 3h07'19" |
| 2    | Walter Godefroot | Flandria | s.t.     |
| 3    | Cyrille Guimard  | Mercier  | s.t.     |

| Pos. | Corridore       | Squadra      | Tempo |
| ---- | --------------- | ------------ | ----- |
| 1    | Walter Boucquet | Pull Over C. |       |

### 3ª tappa - 2ª semitappa
- 10 maggio: Valenciennes > Valenciennes (cron. individuale) – 10,2 km

| Pos. | Corridore           | Squadra      | Tempo  |
| ---- | ------------------- | ------------ | ------ |
| 1    | Raymond Poulidor    | Mercier      | 13'41" |
| 2    | Charly Grosskost    | Bic          | a 10"  |
| 3    | Herman Van Springel | Mann-Grundig | a 20"  |

| Pos. | Corridore       | Squadra      | Tempo |
| ---- | --------------- | ------------ | ----- |
| 1    | Walter Boucquet | Pull Over C. |       |

### 4ª tappa
- 11 maggio: Valenciennes > Dunkerque – 195 km

| Pos. | Corridore      | Squadra      | Tempo    |
| ---- | -------------- | ------------ | -------- |
| 1    | Roger Lagrange | Pull Over C. | 4h57'41" |
| 2    | Raymond Riotte | Mercier      | s.t.     |
| 3    | Pol Mahieu     | Flandria     | s.t.     |

| Pos. | Corridore       | Squadra      | Tempo |
| ---- | --------------- | ------------ | ----- |
| 1    | Walter Boucquet | Pull Over C. |       |

### 5ª tappa - 1ª semitappa
- 12 maggio: Hazebrouck > Hazebrouck – 116 km

| Pos. | Corridore     | Squadra      | Tempo    |
| ---- | ------------- | ------------ | -------- |
| 1    | Rini Wagtmans | Willem II    | 3h37'26" |
| 2    | Jos Huysmans  | Mann-Grundig | a 1"     |
| 3    | Jean Jourden  | Frimatic     | s.t.     |

| Pos. | Corridore    | Squadra  | Tempo |
| ---- | ------------ | -------- | ----- |
| 1    | Jean Jourden | Frimatic |       |

### 5ª tappa - 2ª semitappa
- 12 maggio: Dunkerque > Dunkerque – 76 km

| Pos. | Corridore           | Squadra      | Tempo    |
| ---- | ------------------- | ------------ | -------- |
| 1    | Adriano Durante     | Max Meyer    | 1h48'04" |
| 2    | Klaus May           | Batavus      | s.t.     |
| 3    | Herman Van Springel | Mann-Grundig | a 58"    |

| Pos. | Corridore        | Squadra      | Tempo     |
| ---- | ---------------- | ------------ | --------- |
| 1    | Jean Jourden     | Frimatic     | 24h21'42" |
| 2    | Remi Van Vreckom | Pull Over C. | a 1'06"   |
| 3    | Raymond Poulidor | Mercier      | a 1'13"   |

## Classifiche finali

### Classifica generale
| Pos. | Corridore            | Squadra                          | Tempo     |
| ---- | -------------------- | -------------------------------- | --------- |
| 1    | Jean Jourden         | Frimatic-Viva-de Gribaldy        | 24h21'42" |
| 2    | Remi Van Vreckom     | Pull Over Centrale-Tasmanie-Novy | a 1'06"   |
| 3    | Raymond Poulidor     | Mercier-BP-Hutchinson            | a 1'13"   |
| 4    | Herman Van Springel  | Mann-Grundig                     | a 1'23"   |
| 5    | Raymond Riotte       | Mercier-BP-Hutchinson            | a 1'38"   |
| 6    | Walter Godefroot     | Flandria-De Clercq-Kruger        | a 1'44"   |
| 7    | Daniel Van Ryckeghem | Mann-Grundig                     | a 1'47"   |
| 8    | Ward Sels            | Bic                              | a 2'10"   |
| 9    | Willy Bocklant       | Pull Over Centrale-Tasmanie-Novy | a 2'40"   |
| 10   | Walter Boucquet      | Pull Over Centrale-Tasmanie-Novy | a 3'12"   |